# Kaga (Ishikawa)
Kaga (Japans: 加賀市, Kaga-shi) is een havenstad aan de Japanse Zee in de prefectuur Ishikawa in Japan. De oppervlakte van de stad is 81,96 km² en eind 2008 had de stad bijna 24.000 inwoners.

## Geschiedenis
Op 1 januari 1958 werd Kaga een stad (shi) na de samenvoeging van de gemeentes Daishoji (大聖寺町, Daishōji-machi), Yamashiro (山代町, Yamashiro-machi), Katayamazu (片山津町, Katayamazu-machi), Iburihashi (動橋町, Iburihashi-machi) en Hashitate (橋立町, Hashitate-machi) plus de dorpen Miki (三木村, Miki-mura), Mitani (三谷村, Mitani-mura), Nango (南郷村, Nangō-mura) en Shioya (塩屋村, Shioya-mura).
Op 1 juli 1960 werd de stad uitgebreid met 4 omliggende gemeentes.
Op 1 oktober 2005 werd de gemeente Yamanaka (山中町, Yamanaka-machi) aan Kaga toegevoegd.

## Verkeer
Kaga ligt aan de Hokuriku-hoofdlijn van de West Japan Railway Company.
Kaga ligt aan de Hokuriku-autosnelweg en aan de autowegen 8, 305, 364 en 365.

## Bezienswaardigheden
Kaga is een toeristische stad met een aantal tempels en warme bronnen zoals de
- Katayamazu-onsen

## Geboren in Kaga
- Josei Toda (戸田 城聖, Toda Jōsei), vredesactivist en tweede voorzitter van de Sōka Gakkai (創価学会)
- Ukichiro Nakaya (中谷宇吉郎, Nakaya Ukichirō), natuurkundige
- Masanobu Tsuji (辻 政信, Tsuji Masanobu), kolonel in de Tweede Wereldoorlog, later politicus
- Kyuya Fukada (深田久弥, Fukada Kyūya), schrijver
- Rokusaburo Michiba (道場 六三郎, Michiba Rokusaburō), chef-kok voor de Japanse keuken

## Stedenbanden
Kaga heeft een stedenband met
- Hamilton (Ontario), Canada, sinds 3 december 1968

## Aangrenzende steden
- Awara
- Katsuyama
- Komatsu
- Sakai